# Мустафа аль-Адави
Мустафа́ аль-Адави́ (араб. مصطفى العدوي‎; род. 1954, Минйет Саманнуд, Дакахлия, Египет) — египетский исламский учёный-богослов, правовед, хадисовед и писатель. Написал много книг по юриспруденции (фикх), хадисам, хадисоведании и толкованию Корана.